# Mary Sidney
Mary Sidney, coniugata Herbert, contessa di Pembroke (Bewdley, 27 ottobre 1561 – Londra, 25 settembre 1621), è stata una poetessa, scrittrice, traduttrice e mecenate inglese.

## Famiglia
Nacque a Tickenhill Palace, a Bewdley nel Worcestershire da Sir Henry Sidney e Mary Dudley, figlia di John Dudley, I duca di Northumberland. Mary venne cresciuta nel castello di Ludlow, sede del presidente delle Marche gallesi, ruolo ricoperto dal padre fino al 1586. Come suo fratello, Sir Philip Sidney, ricevette una educazione calvinista, inclusi lo studio dei classici, del francese, dell'italiano, dell'ebraico, della musica e del ricamo.
Dopo la morte di sua sorella minore Ambrosia nel 1575, Mary fu chiamata a Londra per assistere la regina Elisabetta I d'Inghilterra. Nel 1577 il fratello di sua madre, Robert Dudley, aiutò Sir Henry Sidney ad organizzare il suo matrimonio con il quarantenne Henry Herbert, II conte di Pembroke, per stringere alleanze strette tra le famiglie Sidney e Herbert. Come contessa di Pembroke, Mary divenne responsabile di numerose proprietà incluse Ramsbury, Ivychurch (Alderbury, Wilts), Wilton House e il castello di Baynards.
A Pembroke diede alla luce quattro figli:
- William Herbert, III conte di Pembroke (1580–1630);
- Philip Herbert, IV conte di Pembroke;
- Dorothy Herbert (1586 - Gravesend, 1615), che sposò Sir Richard Devereaux Gilliam (1583 - 1651);
- Anne Herbert.

## Lavoro
Ricevette un'educazione di alto livello nella traduzione umanistica. Nel XVI secolo le nobildonne erano educate per essere in grado di avere una buona conoscenza dei problemi teologici e dei classici, di interpretare i testi originari e, se necessario, di fare le veci dei loro mariti. La sua educazione le permise pertanto di tradurre Il trionfo della morte di Petrarca e altri rilevanti opere europee.
Ebbe inoltre un grande interesse per i codici musicali, la farmaceutica e per la chimica e fondò un laboratorio di chimica a Wilton House. Trasformò Wilton in un importante circolo letterario frequentato da Edmund Spenser, Michael Drayton, Sir John Davies and Samuel Daniel.
Il suo intento, condiviso col fratello Philip, fu di rinforzare e classicizzare la lingua inglese e di supportare la "vera" religione, che, nella loro visione, combinava Calvinismo, i principi di Castiglione e atti di carità. Mary fu dunque una teologa calvinista e la sua pubblica persone appariva pia, virtuosa ed istruita. Non a caso divenne la musa di Samuel Daniel nella sua silloge Delia, di suo fratello Philip quando scrisse il suo "Arcadia" e degli altri autori che frequentavano il circolo a Wilton.
Prima della sua morte, Philip aveva iniziato una nuova versione del Libro dei Salmi in quanto la traduzione intrapresa sotto Edoardo VI d'Inghilterra era errata.
Egli riuscì a completare soltanto quarantatré dei centocinquanta Salmi quando morì durante la campagna contro la Spagna nei Paesi Bassi nel 1586. Mary completò l'opera del fratello usando la Geneva Bible del 1560 e commentari di Giovanni Calvino e Theodore Beza. Come competente teologa, lei non temeva di essere in disaccordo con Calvino riguardo a dei punti minori. Una copia dei Salmi completa fu presentata ad Elisabetta I nel 1599. Questo lavoro è di solito indicato col nome di "The Sidney Psalms" o "The Sidneian Psalms" ed è considerato di importante valore per lo sviluppo della poesia inglese del XVI secolo e del XVII secolo.
John Donne scrisse un poema celebrando quest'opera. I Salmi si basano su una precisa traduzione inglese piuttosto che sui testi ebraici originali e devono essere quindi chiamati "metafrasi" invece che "traduzioni". Come quelle di Philip, le versioni di Mary mostrano una vivida immaginazione e un vigoroso fraseggio. Anche Mary assunse il compito di pubblicare l'"Arcadia" di Philip Sidney, uno dei libri più letti in inglese.
Il marito di Mary morì nel 1601 lasciandola con meno supporti finanziari rispetto a quanto avrebbe potuto immaginare. In seguito Mary trascorse il suo tempo a gestire Wilton e le altre proprietà a Pembroke per conto di suo figlio William Herbert, conte di Pembroke, che sostituì la madre nel suo ruolo di patrono della letteratura.
Dopo che Giacomo I d'Inghilterra le fece visita a Wilton nel 1603, Mary andò via da Wilton e prese casa a Londra, certa che il re si prendesse cura di Wilton.
Dal 1609 al 1615 Mary visse a Crosby Hall e, secondo alcuni, sposò segretamente il suo medico, Sir Matthew Lister con cui viaggiò nel Continente per curarsi alle terme e trascorrere momenti di svago giocando a carte e al tiro al bersaglio.
Fece costruire una casa a Bedfordshire con vista su Houghton House.
Morì di vaiolo nella sua casa in Aldersgate Street, a Londra, poco dopo la visita del re a Houghton Hall. Dopo un gran funerale nella cattedrale di San Paolo, il suo corpo venne sepolto vicino a quello del primo marito nella tomba di famiglia, sotto i gradini che portano al coro nella cattedrale di Salisbury. Una lapide posta sul muro la ricorda.

## Opere
Oltre ai menzionati Salmi, scrisse la traduzione, dal francese all'inglese, della tragedia di Robert Garnier, Marc-Antoine di Robert Garnier (1578) e il Discorso della vita e della morte di Philippe de Mornay.
A causa delle sue doti letterarie è stata ritenuta una tra le possibili autrici delle opere di Shakespeare, tenendo conto della questione sulla Attribuzione delle opere di Shakespeare.

## Ascendenza
|                                       |               |                                    | Genitori                            |  |  | Nonni |  |  | Bisnonni        |  |  | Trisnonni      |  |
|                                       |               |                                    |                                     |  |  |       |  |  | Nicholas Sidney |  |  | William Sidney |  |
|                                       |               |                                    |                                     |  |  |       |  |  | Nicholas Sidney |  |  | William Sidney |  |
|                                       |               | Thomasine Barrington               |                                     |  |  |       |  |  | Nicholas Sidney |  |  |                |  |
| William Sidney                        |               |                                    |                                     |  |  |       |  |  | Nicholas Sidney |  |  |                |  |
|                                       |               | Anne Brandon                       | William Brandon                     |  |  |       |  |  |                 |  |  |                |  |
|                                       |               | Anne Brandon                       | William Brandon                     |  |  |       |  |  |                 |  |  |                |  |
|                                       |               | Anne Brandon                       | Elizabeth Wingfield                 |  |  |       |  |  |                 |  |  |                |  |
| Henry Sidney                          |               | Anne Brandon                       |                                     |  |  |       |  |  |                 |  |  |                |  |
|                                       |               | Hugh Pakenham                      | John Pakenham                       |  |  |       |  |  |                 |  |  |                |  |
|                                       |               | Hugh Pakenham                      | John Pakenham                       |  |  |       |  |  |                 |  |  |                |  |
|                                       |               | Hugh Pakenham                      | Margaret Bramshott                  |  |  |       |  |  |                 |  |  |                |  |
| Anne Pakenham                         |               | Hugh Pakenham                      |                                     |  |  |       |  |  |                 |  |  |                |  |
|                                       |               | Anne Clement                       | William Clement                     |  |  |       |  |  |                 |  |  |                |  |
|                                       |               | Anne Clement                       | William Clement                     |  |  |       |  |  |                 |  |  |                |  |
|                                       |               | Anne Clement                       | N. Goring                           |  |  |       |  |  |                 |  |  |                |  |
| Mary Sidney                           |               | Anne Clement                       |                                     |  |  |       |  |  |                 |  |  |                |  |
|                                       | Edmund Dudley | John Dudley                        |                                     |  |  |       |  |  |                 |  |  |                |  |
|                                       | Edmund Dudley | John Dudley                        |                                     |  |  |       |  |  |                 |  |  |                |  |
|                                       | Edmund Dudley | Elizabeth Bramshot                 |                                     |  |  |       |  |  |                 |  |  |                |  |
| John Dudley, I duca di Northumberland | Edmund Dudley |                                    |                                     |  |  |       |  |  |                 |  |  |                |  |
|                                       |               | Elizabeth Grey, VI baronessa Lisle | Edward Grey, I visconte Lisle       |  |  |       |  |  |                 |  |  |                |  |
|                                       |               | Elizabeth Grey, VI baronessa Lisle | Edward Grey, I visconte Lisle       |  |  |       |  |  |                 |  |  |                |  |
|                                       |               | Elizabeth Grey, VI baronessa Lisle | Elizabeth Talbot                    |  |  |       |  |  |                 |  |  |                |  |
| Mary Dudley                           |               | Elizabeth Grey, VI baronessa Lisle |                                     |  |  |       |  |  |                 |  |  |                |  |
|                                       |               | Edward Guildford                   | Richard Guildford                   |  |  |       |  |  |                 |  |  |                |  |
|                                       |               | Edward Guildford                   | Richard Guildford                   |  |  |       |  |  |                 |  |  |                |  |
|                                       |               | Edward Guildford                   | Anne Pympe                          |  |  |       |  |  |                 |  |  |                |  |
| Jane Guildford                        |               | Edward Guildford                   |                                     |  |  |       |  |  |                 |  |  |                |  |
|                                       |               | Eleanor West                       | Thomas West, VIII barone De La Warr |  |  |       |  |  |                 |  |  |                |  |
|                                       |               | Eleanor West                       | Thomas West, VIII barone De La Warr |  |  |       |  |  |                 |  |  |                |  |
|                                       |               | Eleanor West                       | Elizabeth Mortimer                  |  |  |       |  |  |                 |  |  |                |  |
|                                       |               | Eleanor West                       |                                     |  |  |       |  |  |                 |  |  |                |  |